# Old New York Evening Post-bygningen
Old New York Evening Post-bygningen er den tidligere kontor- og trykkeribygning for New York Evening Post på 20 Vesey Street i det nedre Manhattan i New York City.
Bygningen opførtes i 1906 af arkitekt Robert D. Kohn og blev udnævnt til New York City Landmark den 23. november 1965, og er "én af få fremragende Jugendstil-bygninger" nogensinde bygget i USA.
Den fjorten etager høje bygning i sten-finér "minder om de bygninger, som udgør boulevarderne i Paris". Den er udstyret med tre høje bugte af støbejernsindrammede buede vinduer, adskilt af blege kalkstensmoler. Den har et omfattende kobber-dækket mansardtag, to etager høje med fire detaljerede skulpturelle figurer. Statuerne forestiller Four Periods of Publicity; to af dem er af Gutzon Borglum , billedhugger og ophavsmanden til Mount Rushmore, og to af arkitektens kone Estelle Rumbold Kohn.
Oswald Garrison Villard ejede avisen på det tidspunkt, hvor bygningen blev opført, og New York Landmarks Preservation Commission havde hovedsæde i bygningen fra 1980 til 1987.

## KIldehenvisninger
1. 1 2 3 4 5  Diamonstein, Barbarlee, The Landmarks of New York III, Harry Abrams, 1998, p. 283.
2. ↑  Guide to New York City Landmarks, Andrew Dolkart, Matthew A. Postal, John Wiley and Sons, 2004, p. 23.

40°42′43″N 74°0′36″V / 40.71194°N 74.01000°V